# Чеджу (місто)
Чеджу (кор. 제주시 Jeju-si кор. вимова: [tɕe̞.dʑu]) — місто-курорт на крайньому півдні Республіки Корея. Адміністративний центр Особливої автономної провінції Чеджу. Тут знаходиться єдиний на увесь острів міжнародний аеропорт Чеджу.

## Географія
Місто займає північну половину однойменного острова з виходом до Корейської протоки. За схемою Холдріджа ця територія відноситься до вологих лісів теплого клімату.

### Клімат
Місто знаходиться у зоні, котра характеризується вологим субтропічним кліматом. Найтепліший місяць — серпень із середньою температурою 26.7 °C (80 °F). Найхолодніший місяць — січень, із середньою температурою 5.6 °С (42 °F).
| Клімат Чеджу                              | Клімат Чеджу | Клімат Чеджу | Клімат Чеджу | Клімат Чеджу | Клімат Чеджу | Клімат Чеджу | Клімат Чеджу | Клімат Чеджу | Клімат Чеджу | Клімат Чеджу | Клімат Чеджу | Клімат Чеджу | Клімат Чеджу |
| Показник                                  | Січ.         | Лют.         | Бер.         | Квіт.        | Трав.        | Черв.        | Лип.         | Серп.        | Вер.         | Жовт.        | Лист.        | Груд.        | Рік          |
| Абсолютний максимум, °C                   | 18           | 22           | 22           | 28           | 29           | 32           | 36           | 36           | 36           | 29           | 24           | 21           | 36           |
| Середній максимум, °C                     | 7            | 8            | 11           | 16           | 20           | 23           | 27           | 28           | 25           | 20           | 15           | 10           | 17           |
| Середня температура, °C                   | 5            | 6            | 8            | 13           | 17           | 21           | 25           | 26           | 22           | 17           | 12           | 8            | 15           |
| Середній мінімум, °C                      | 3            | 3            | 6            | 10           | 14           | 18           | 23           | 23           | 20           | 15           | 10           | 5            | 12           |
| Абсолютний мінімум, °C                    | −3           | −3           | −2           | 1            | 7            | 9            | 17           | 17           | 12           | 6            | 0            | −3           | −3           |
| Норма опадів, мм                          | 62           | 68           | 75           | 91           | 88           | 175          | 220          | 239          | 214          | 76           | 72           | 56           | 1436         |
| Днів з опадами                            | 12           | 10           | 12           | 11           | 12           | 13           | 12           | 12           | 12           | 7            | 9            | 11           | 133          |
| Вологість повітря, %                      | 71           | 70           | 72           | 74           | 78           | 85           | 86           | 84           | 81           | 73           | 71           | 70           | 76.3         |
| ----------------------------------------- | ------------ | ------------ | ------------ | ------------ | ------------ | ------------ | ------------ | ------------ | ------------ | ------------ | ------------ | ------------ | ------------ |
| Джерело: Weatherbase, Weatherbase (опади) |              |              |              |              |              |              |              |              |              |              |              |              |              |

## Міста-побратими
- Гуйлінь, Гуансі-Чжуанський автономний район
- Лайчжоу, Шаньдун
- Санта-Роза, Каліфорнія
- Руан
- Вакаяма
- Санда